# Jimmy Dean
Jimmy Ray Dean (10 de agosto de 1928 - 13 de junio de 2010) fue un cantante de country, actor y hombre de negocios estadounidense.
Aunque puede ser más conocido como el creador de la marca Jimmy Dean sausage brand, se convirtió en una personalidad televisiva desde 1957, alcanzado la fama en 1961 con su hit crossover "Big Bad John" y su serie de televisión The Jimmy Dean Show, quien también dio a Jim Henson, creador de los Muppets su primera entrada en el negocio de los medios de comunicación.
Su carrera como actor incluye un papel como Willard Whyte en la película de 1971 de James Bond Diamonds Are Forever. Vivió cerca de Richmond, Virginia y fue nominado para el Country Music Hall of Fame en 2010 aunque solo consiguió entrar a título póstumo.

## Discografía
- Jimmy Dean discography